# تپه گبران۱
تپه گبران۱ مربوط به هزاره اول قبل از میلاد است و در شهرستان مانه و سملقان، بخش مانه، دهستان اترک، ۸۰۰ متری غرب روستای اینجانلو واقع شده و این اثر در تاریخ ۱۸ شهریور ۱۳۸۷ با شمارهٔ ثبت ۲۳۲۶۱ به‌عنوان یکی از آثار ملی ایران به ثبت رسیده است.